# Haloragodendron gibsonii
Haloragodendron gibsonii är en slingeväxtart som beskrevs av Peter G.Wilson och M.L.Moody. Haloragodendron gibsonii ingår i släktet Haloragodendron och familjen slingeväxter. Inga underarter finns listade i Catalogue of Life.